# Brekov
Brekov (em húngaro: Barkó) é um município da Eslováquia, situado no distrito de Humenné, na região de Prešov. Tem 9,71 km² de área e sua população, em 2018, foi estimada em 1.310 habitantes.

## Demografia
| Ano:        | 1994 | 2004   | 2014   | 2024   |
| ----------- | ---- | ------ | ------ | ------ |
| Broj ljudi: | 1236 | 1262   | 1368   | 1308   |
| Razlika:    |      | +2,10% | +8,39% | -4,38% |

| Ano:               | 2023 | 2024   |
| ------------------ | ---- | ------ |
| Número de pessoas: | 1321 | 1308   |
| Diferença:         |      | -0,98% |